# Gurunhuel
 Gurunhuel  (en bretón Gurunuhel) es una población y comuna francesa, situada en la región de Bretaña, departamento de Côtes-d'Armor, en el distrito de Guingamp y cantón de Belle-Isle-en-Terre.

## Demografía
| 683 | 591 | 508 | 440 | 404 | 383 |
| Para los censos de 1962 a 1999 la población legal corresponde a la población sin duplicidades (Fuente: INSEE [Consultar]) |     |     |     |     |     |